# کوه الحس
کوه الحس (به عربی: جبل الحص) یک کوه در سوریه است که در Aleppo Governorate, Syria واقع شده‌است. کوه الحس ۶۳۸ متر بالاتر از سطح دریا واقع شده‌است.